# War of the Monsters
 (octobre 2014).
Si vous disposez d'ouvrages ou d'articles de référence ou si vous connaissez des sites web de qualité traitant du thème abordé ici, merci de compléter l'article en donnant les références utiles à sa vérifiabilité et en les liant à la section « Notes et références ».
Pour les articles homonymes, voir La Guerre des monstres.
War of the Monsters est un jeu vidéo de combat en 3D pour la PlayStation 2 développé par Incognito Entertainment et édité par Sony Computer Entertainment. Le jeu est sorti le 14 janvier 2003 en Amérique du Nord, le 17 avril 2003 en Europe et le 25 mars 2004 au Japon

## Trame

### Résumé
Le jeu se déroule à la suite d’une invasion extra-terrestre de la Terre, où leur combustibles dangereux ont donné naissance à des monstres géants, qui se combattent les uns les autres dans des environnements urbains. Le jeu fait penser à de la science-fiction des années 1950, rendant hommages aux films du genre.

### Personnages
CongarCongar est un gorille-chimpanzé géant, faisant sans doute référence à King Kong.
TogeraTogera est un dinosaure gigantesque faisant référence à Godzilla.
Ultra-VUltra-V est un robot géant faisant référence aux robots géants japonais.
Robo-47Robo-47 est également un robot, un robot de guerre des années 1950.
KineticlopsKineticlops est un monstre cyclope. Il est électrique.
AgamoAgamo est une statue de pierre géante avec le haut de la tête en feu.
MagmoMagmo est un monstre de magma à quatre bras, il ressemble aux kraken de Ray Harryhausen.
ZorgulonZorgulon est un extraterrestre possédant un verre autour de son cerveau visible. Ses pattes sont des tentacules.
PreytorPreytor est une mante religieuse génétiquement modifiée.
RaptrosRaptros est une sorte de reptile volant semblable à un dragon. Il crache également du feu.

## Accueil
- Jeux vidéo Magazine : 12/20[2]
- Jeuxvideo.com : 12/20[3]